# Arthur Masuaku
Fuka Arthur Masuaku (Lille, Francia, 7 de noviembre de 1993) es un futbolista congoleño que juega de defensa en el Sunderland A. F. C. de la Premier League. Además es internacional con la selección de la RD del Congo.
Comenzó su carrera profesional en el club Valenciennes y además jugó en Olympiacos. Ha representado a Francia en categorías menores.

## Trayectoria

### Valenciennes
Masuaku se formó en las inferiores del Valenciennes. Debutó en la Ligue 1 en el primer partido de la temporada 2013-14 el 10 de agosto de 2013 frente al Toulouse, cuando entró en el minuto 75 por Tongo Doumbia. El 29 de enero de 2014, Masuaku anotó su primer gol como profesional en la derrota por 2-1 de visita del Valenciennes ante el Olympique de Marsella.

### Olympiacos
En julio de 2014, Masuaku firmó por el Olympiacos. Debutó en la Super Liga contra el Niki Volos, y en su tercer encuentro en la liga hizo dos asistencias en la victoria de local ante el OFI Crete por 3-0. Tres días después jugó su primer encuentro en la Liga de Campeones de la UEFA contra el Atlético de Madrid en la victoria por 3-2 de local.
En abril y mayo de 2015, se reportaron intenciones de fichar al jugador de los clubes Roma, Inter de Milán y Juventus. Su representante, Roger Henrotay, sin embargo declaró que renovar el contrato del jugador estaba dentro de las opciones. En julio, se reportó una oferta de 4 millones € por Masuaku y el centrocampista del Olympiacos Giannis Fetfatzidis desde el Genoa, que fue rechazada por el club.

### West Ham United
El 8 de agosto de 2016 se unió al West Ham United por un contrato de cuatro años y un fichaje por 6,2 millones £. Debutó con los hammers el 15 de agosto de 2016 frente al Chelsea en la derrota 2-1 de visita en la Premier League, Masuaku declaró que encontró su debut en la Premier muy duro debido al ritmo y exigencia física de la liga. Anotó su primer gol para el West Ham en la llave de la Copa de la Liga ante el Boton Wanderers el 19 de septiembre de 2017.
En la cuarta ronda de la FA Cup contra el Wigan Athletic el 27 de enero de 2018, Masuaku fue expulsado por escupir a Nick Powell del Wigan. Esta fue la primera expulsión en la carrera de Masuaku. Masuaku luego se disculparía por la expulsión, y dijo sobre el incidente que fue "totalmente inaceptable y fuera de lugar". Recibió un castigo de seis partidos por su falta.
En agosto de 2022, después de seis años en los que jugó 129 partidos, fue cedido al Beşiktaş J. K. para la temporada 2022-23. Tras la misma se quedó en el equipo turco ya que en el mes de abril fue traspasado. Se acabó marchando en junio de 2025 al expirar su contrato.
Tras su etapa en Turquía, volvió a Inglaterra y el 10 de agosto de 2025 firmó por dos años con el Sunderland A. F. C.

## Selección nacional
Habiendo representado a Francia como sub-18 y sub-19. Masuaku cambió su afiliación en la adulta para representar a la RD del Congo en junio de 2017. En agosto de 2017, fue citado por primera vez a la selección de la RD del Congo, para dos encuentros de la clasificación para la Copa Mundial de Fútbol de 2018 ante Túnez. Para marzo de 2018, y aun no debutando por la selección africana, Masuaku viajó con el equipo para un amistoso ante Tanzania. Fue uno de los cuatro jugadores que quedaron fuera del encuentro. Al final debutó el 13 de octubre de 2018, como titular en la derrota de local por 1-2 ante Zimbabue en un partido de la clasificación para la Copa Africana de Naciones de 2019.

### Partidos internacionales
Actualizado hasta el 13 de octubre de 2018.
| Partidos y goles internacionales | Partidos y goles internacionales | Partidos y goles internacionales | Partidos y goles internacionales | Partidos y goles internacionales | Partidos y goles internacionales | Partidos y goles internacionales                        | Partidos y goles internacionales |
| #                                | Fecha                            | Estadio                          | Local                            | Resultado                        | Visita                           | Competición                                             |                                  |
| -------------------------------- | -------------------------------- | -------------------------------- | -------------------------------- | -------------------------------- | -------------------------------- | ------------------------------------------------------- | -------------------------------- |
| 2018                             |                                  |                                  |                                  |                                  |                                  |                                                         |                                  |
| 1                                | 13 de octubre                    | Estadio de los Mártires, Kinsasa | República Democrática del Congo  | 1 – 2                            | Zimbabue                         | Clasificación para la Copa Africana de Naciones de 2019 |                                  |

## Estadísticas
Actualizado al último partido disputado el 1 de junio de 2025.
| Club | Div.          | Temporada     | Liga  | Liga  | Copas nacionales | Copas nacionales | Copas europeas(1) | Copas europeas(1) | Total | Total |
| Club | Div.          | Temporada     | Part. | Goles | Part.            | Goles            | Part.             | Goles             | Part. | Goles |
| --- | ------------- | ------------- | ----- | ----- | ---------------- | ---------------- | ----------------- | ----------------- | ----- | ----- |
| Valenciennes F. C. Francia                                                                                         | 1.ª           | 2012-13       | 0     | 0     | 1                | 0                | —                 | —                 | 1     | 0     |
| Valenciennes F. C. Francia                                                                                         | 1.ª           | 2013-14       | 27    | 1     | 1                | 0                | —                 | —                 | 28    | 1     |
| Valenciennes F. C. Francia                                                                                         | Total club    | Total club    | 27    | 1     | 2                | 0                | —                 | —                 | 29    | 1     |
| Olympiacos · Grecia                                                                                                | 1.ª           | 2014-15       | 27    | 0     | 5                | 0                | 8                 | 1                 | 40    | 1     |
| Olympiacos · Grecia                                                                                                | 1.ª           | 2015-16       | 24    | 1     | 2                | 0                | 7                 | 0                 | 33    | 1     |
| Olympiacos · Grecia                                                                                                | 1.ª           | 2016-17       | 0     | 0     | 0                | 0                | 1                 | 0                 | 1     | 0     |
| Olympiacos · Grecia                                                                                                | Total club    | Total club    | 51    | 1     | 7                | 0                | 16                | 1                 | 74    | 2     |
| West Ham United F. C. Inglaterra                                                                                   | 1.ª           | 2016-17       | 13    | 0     | 2                | 0                | 0                 | 0                 | 15    | 0     |
| West Ham United F. C. Inglaterra                                                                                   | 1.ª           | 2017-18       | 27    | 0     | 6                | 1                | —                 | —                 | 33    | 1     |
| West Ham United F. C. Inglaterra                                                                                   | 1.ª           | 2018-19       | 23    | 0     | 4                | 0                | —                 | —                 | 27    | 0     |
| West Ham United F. C. Inglaterra                                                                                   | 1.ª           | 2019-20       | 17    | 0     | 2                | 0                | —                 | —                 | 19    | 0     |
| West Ham United F. C. Inglaterra                                                                                   | 1.ª           | 2020-21       | 12    | 0     | 1                | 0                | —                 | —                 | 13    | 0     |
| West Ham United F. C. Inglaterra                                                                                   | 1.ª           | 2021-22       | 13    | 1     | 4                | 0                | 4                 | 0                 | 21    | 1     |
| West Ham United F. C. Inglaterra                                                                                   | Total club    | Total club    | 105   | 1     | 19               | 1                | 4                 | 0                 | 128   | 2     |
| Beşiktaş J. K. Turquía                                                                                             | 1.ª           | 2022-23       | 31    | 2     | 1                | 0                | —                 | —                 | 32    | 2     |
| Beşiktaş J. K. Turquía                                                                                             | 1.ª           | 2023-24       | 18    | 0     | 4                | 0                | 7                 | 0                 | 29    | 0     |
| Beşiktaş J. K. Turquía                                                                                             | 1.ª           | 2024-25       | 33    | 0     | 5                | 0                | 9                 | 1                 | 47    | 1     |
| Beşiktaş J. K. Turquía                                                                                             | Total club    | Total club    | 82    | 2     | 10               | 0                | 16                | 1                 | 108   | 3     |
| Sunderland A. F. C. Inglaterra                                                                                     | 1.ª           | 2025-26       | 0     | 0     | 0                | 0                | —                 | —                 | 0     | 0     |
| Sunderland A. F. C. Inglaterra                                                                                     | Total club    | Total club    | 0     | 0     | 0                | 0                | 0                 | 0                 | 0     | 0     |
| Total carrera | Total carrera | Total carrera | 265   | 5     | 38               | 1                | 36                | 2                 | 339   | 8     |
| (1) Incluye datos de la Liga de Campeones de la UEFA, Liga Europa de la UEFA y Liga Europa Conferencia de la UEFA. |               |               |       |       |                  |                  |                   |                   |       |       |

## Palmarés

### Campeonatos nacionales
| Título               | Club             | País    | Año     |
| -------------------- | ---------------- | ------- | ------- |
| Superliga de Grecia  | Olympiacos F. C. | Grecia  | 2014-15 |
| Copa de Grecia       | Olympiacos F. C. | Grecia  | 2014-15 |
| Superliga de Grecia  | Olympiacos F. C. | Grecia  | 2015-16 |
| Copa de Turquía      | Beşiktaş J. K.   | Turquía | 2023-24 |
| Supercopa de Turquía | Beşiktaş J. K.   | Turquía | 2024    |